# Santa Elena (Jaén)
Santa Elena er en by og kommune i det sydlige Spanien i provinsen Jaén. Den har et indbyggertal på 866 (2024) indbyggere.